# Ole Ring
Ole Ring (født 6. august 1902 i Baldersbrønde, død 2. maj 1972) var en dansk maler. Ole Ring er søn af maleren L.A. Ring og maleren Sigrid Kähler, og dermed er han bror til Ghita Hempel og Anders Ring.
Ole Ring var elev af faderen L.A. Ring, hvilket ses i motivvalg, komposition og udtryksformens detaljerigdom. Ring førte en tilværelse fjernt fra officiel og privat udstillingsvirksomhed. Ring blev en af de sidste i sin generation, der i fortolkningen af det danske landskab fastholdt en malemåde med forankring i guldaldermalernes landskabstradition.